# Hubert LaRue
Pour les articles homonymes, voir LaRue.
Hubert LaRue (1833-1881) est un écrivain et un médecin québécois.

## Biographie
Né à Saint-Jean-de-l'île d’Orléans le 24 mars 1833, fils du notaire Hubert Casimir Nazaire Larue et de Adélaïde Roy, il épouse Alphonsine Panet, fille du juge Philippe Panet. et de Luce Casgrain.
Le docteur Hubert LaRue contribue pour une large part au mouvement littéraire de 1860. Il a beaucoup écrit dans les revues et journaux de son temps, notamment dans le Courrier du Canada, L'Événement, les Soirées Canadiennes, le Foyer Canadien, et dans la Ruche littéraire, où il signe du nom Isidore de Méplats. L'une de ses études les plus remarquables est celle qu'il a faite sur les Chansons populaires et historiques du Canada (1863).Il a publié le Voyage sentimental sur la rue Saint-Jean; départ en 1860, retour en 1880 (1879) ; le Voyage autour de l'Isle d'Orléans. Ses articles, études, conférences ont été réunis en deux volumes sous le titre collectif de Mélanges historiques, littéraires, et d'économie politique (1870 et 1881). LaRue a aussi publié une Histoire populaire du Canada (1875).
Quatre de ses dix enfants atteignent l'âge adulte.
- Louise Henriette (1862-1911) épouse Georges Lemay (-1902), journaliste, écrivain, et organiste à l'église St-Jean Baptiste de New York
- J. Henri (1866-1925) épouse la fille du député Victor Châteauvert, Nélida, en juin 1892
- Joséphine (1868-1957) épouse Joseph Beaubien, maire d'Outremont
- Paul Philippe Eugène (1875-1943) émigre à Philadelphie où il épouse Isabel O'Brien (1877-1945) et leur fils Léonard Panet Larue fut héros de la guerre de Corée.

Hubert Larue est décédé à Québec le 25 septembre 1881 et inhumé au cimetière de son village natal.

## Voir Aussi